# میناکامی، گونما
میناکامی، گونما (به لاتین: Minakami, Gunma) یک منطقهٔ مسکونی در ژاپن است که در استان گونما واقع شده‌است. میناکامی ۷۸۱٫۰۸ کیلومتر مربع مساحت و ۱۹٬۵۷۲ نفر جمعیت دارد.